# Евангелистрија
Евангелистрија (грч. Ευαγγελίστρια) је насељено место у општини Лагадина у периферији Средишња Македонија, Грчка. Према попису из 2021. године било је 97 становника.
Према бугарском географу и историчару, Василу Канчову, у Евангелистрији је 1900. године живело 140 Турака. Село се раније звало Караџали и припадало је групи турских махала познате под заједничким именом Ајвалик Дере Махале. Године 1924. турско становништво је принудно исељено у Турску а на њихово место су насељене грчке избеглице. На попису из 1928. године Евангелистрија је имала 85 становника. Касније је поред Евагелистрије изграђено ново насеље где се преселило њено становништво.